# Биомедицинска кибернетика
Биомедицинска кибернетика се занимава с изследването на преработката на сигналите, процесите на регулиране и процесите на решаване в живите организми. Приложенията на тази наука са в биологията, екологията и медицината